# Csór nemzetség
A Csór (Chor) nemzetséggel kapcsolatban az első adat krónikáinkban 1108-ból való, mikor a Székesfehérvár és Várpalota közt fekvő Csór falu volt említve egy esemény kapcsán.

## Története

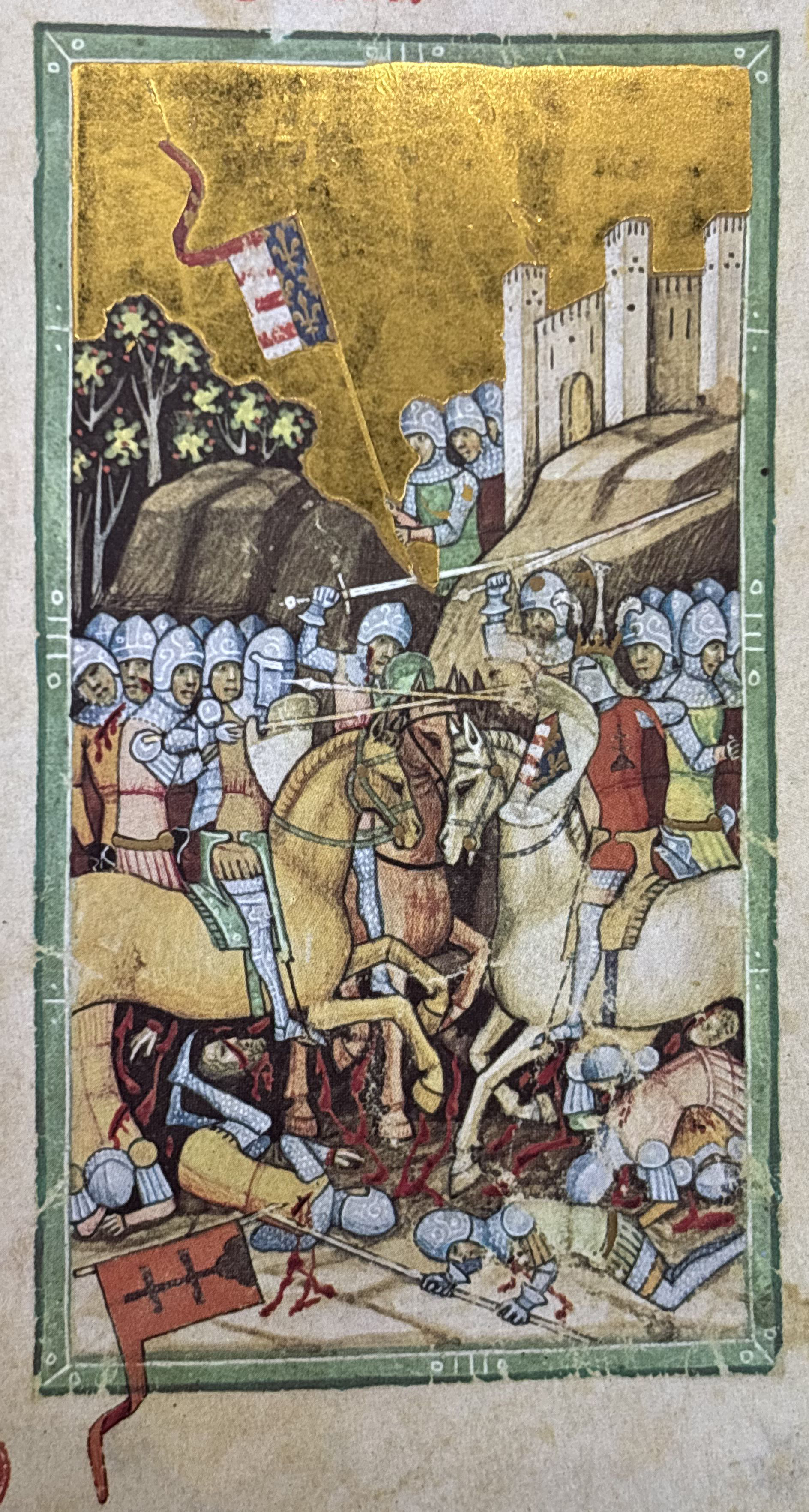
A rozgonyi csata a Képes Krónikából

A Csór nemzetségnek 2 ága ismert, melyek közül az egyik a 13. században, a másik a 14. században élt.
Azonban a Csór nemzetség tagjai csak a 14. században, 1326-ban kezdtek szerepelni az oklevelekben, mikor a nógrádi Gedét kapták Károly Róbert királytól.
A 13. században éltek:
- I. Botos, kinek fiai voltak 1240-1244 körül: László, Gyikó János
- Achilles, kinek két fia volt 1240-1244 körül: István és Márton

A 14. században éltek:
- I. Nagy Péter (1313), kinek fiai voltak: Tamás (1326–1358) és II. Péter (Pető) 1326–1339 cserőgyi várnagy.
- Tamás (1326–1358) csókakői várnagy, liptai és kőrösi főispán, királyi főajtónálló, ó-budai várnagy.

Tamásnak három fia volt:
- III. Péter
- Mihály (1354)
- János (1354–1373 - főajtónálló, győri és komáromi főispán. Jánosnak fiú utódja nem született, csak lányai maradtak, ezért a nemzetség kihalt. 1373-ban a király János lányait fiúsította.
- Tamás, Péter fia, öccsével Petővel, ki cserögyi várnagy volt 1312-ben részt vett Károly Róbert király pártján a rozgonyi csatában.

Tamás 1330-tól Csókakő várnagya. Károly Róbert király 1326-ban szerezte meg Csókakőt a Csákoktól, melyet koronauradalomként tartott meg, és 1330-ban Csór Tamást tette meg Csókakő várnagyává.
Csór Tamás, mint az új várnagy arisztokrácia tagja ez időben főleg Komárom vármegye déli részén épített ki magának nagy uradalmat, a Győr vármegyei Gönyűtől kezdve Igmándig. Ekkor birtokai közé tartozott a mára már elpusztult Barancsfölde, Zelebeg, Csicsó, valamint Császár, Csép és Igmánd is.
1332-ben pedig a Csór nemzetségből származó Péter fia Tamás csókakői és gesztesi várnagynak, későbbi lovászmesterének adományozta Károly Róbert király Kocs települést vámjával együtt, az 1330. őszi Havasalföldi hadjárata során – a király és serege ellen Bazarab vajda cselszövésekor – a Csór Tamásnak a király megmentése során tanúsított hősies magatartása jutalmául /Magy.Nemz.T./: Csór Tamás, Csór Péter fia a menekülő királynak, „kinek lova a fáradtságtól már makacskodni kezdett” átadta saját lovát, hogy a király életét megmentse.
Péternek mindazon érdemes szolgálatait, amelyeket az számára Károly király különböző hadivállalkozásai során teljesített - kivált akkor, amikor a sokak végromlását hozó Bozorad elleni háborúban ott lévén kíséretében, közreműködött kiszabadításában szorongatott helyzetéből, elsősorban azzal, hogy amikor az ellenség már a második lovát ölte meg alatta, akkor e Péter átengedte a maga lovát neki, majd a küzdelemben 3 súlyos sebet kapott hálából, királyi engedéllyel örök jogon Péternek adományozza vétellel szerzett tulajdon birtokából a Kownethna laka (Komnathna hala) nevű elnéptelenedett földet

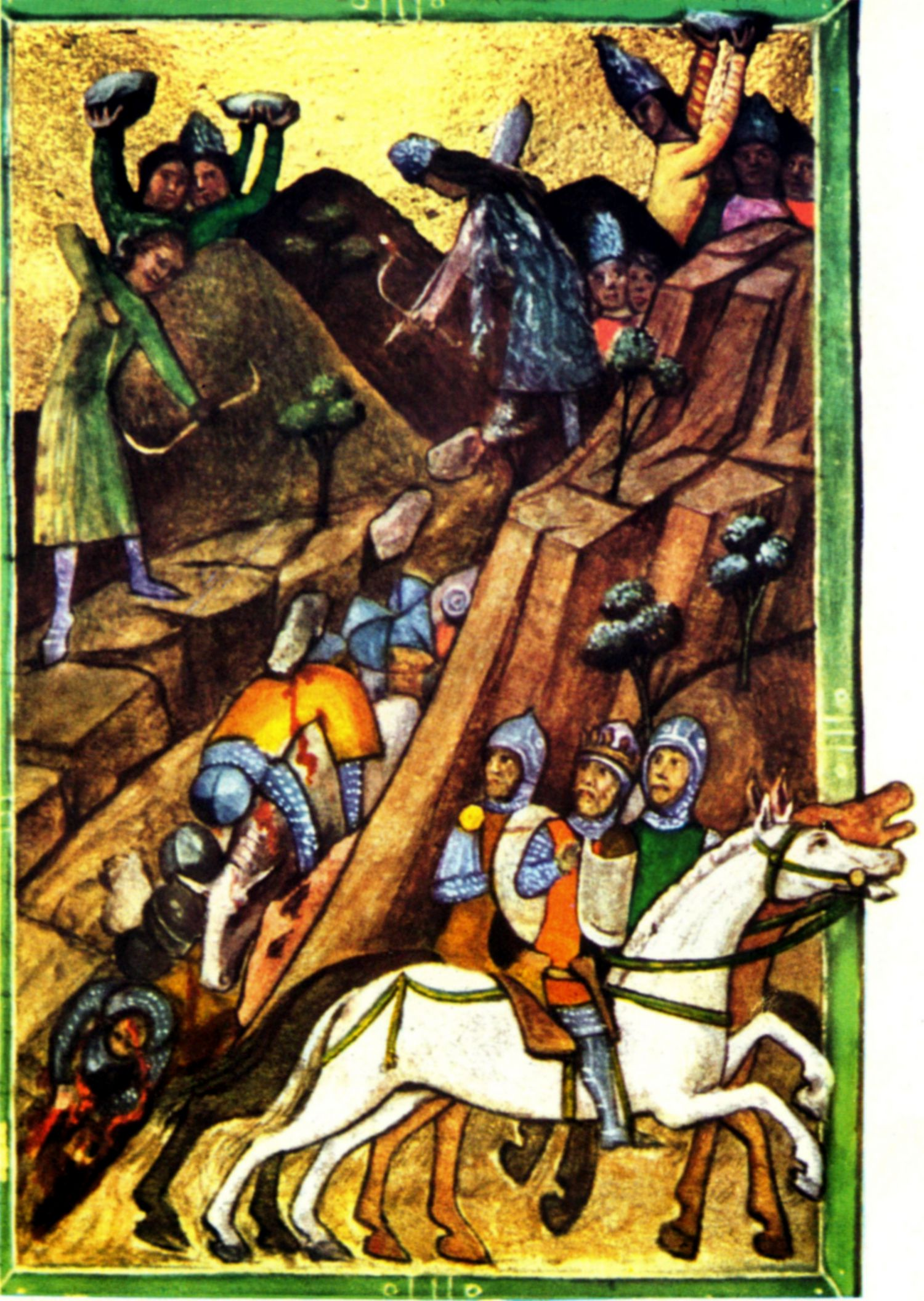
Csór Tamás átadja lovát Károly Róbert királynak

1332-ben Károly Róbert király őt tette meg a Nápolyba küldött ötéves Endre (András) fia nevelőjéül, és Nápolyi háztartásának igazgatójául.
1333-tól gesztesi várnagy, 1341-ben Liptó vármegye ispánja, 1350-ben kőrösi főispán is, 1351-től kis ideig erdélyi vajda, 1353-tól királyi főajtónálló, 1354-ben ó-budai várnagy volt. 1360-ban már nem élt.
Csór Tamásnak Fejér és Komárom megyei birtokain kívül birtokai voltak Nógrádban is, ahol 1344-ben Surány is az övé volt.